# Diaphorus hirsutus
Diaphorus hirsutus är en tvåvingeart som beskrevs av Van Duzee 1921. Diaphorus hirsutus ingår i släktet Diaphorus och familjen styltflugor.
Artens utbredningsområde är Kalifornien. Inga underarter finns listade i Catalogue of Life.